# هاینز هرمان
هاینز هرمان (انگلیسی: Heinz Hermann؛ زاده ۲۸ مارس ۱۹۵۸) یک بازیکن فوتبال اهل سوئیس است.
وی همچنین در تیم ملی فوتبال سوئیس بازی کرده‌است.